# The Statue and the Bust

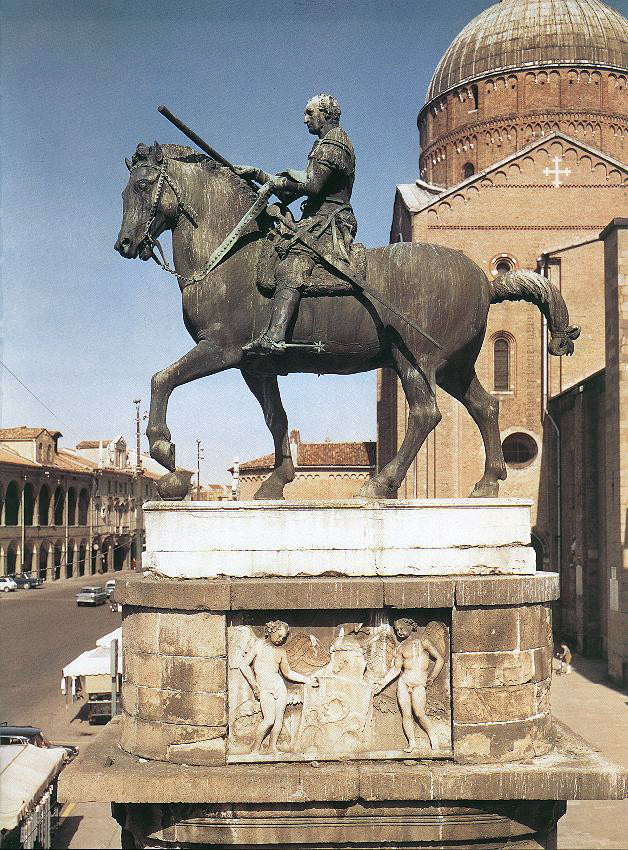
Donatello, Konny posąg kondotiera Gattamelaty

The Statue and the Bust – poemat dziewiętnastowiecznego angielskiego poety Roberta Browninga, ogłoszony w 1855 w tomiku Men and Women. 

## Forma
Wiersz Browninga jest napisany tercyną, czyli strofą trójwersową pochodzenia włoskiego, rymowaną aba bcb cdc..., spopularyzowaną przez Dantego Alighieri.

There’s a palace in Florence, the world knows well,
And a statue watches it from the square,
And this story of both do our townsmen tell.
Ages ago, a lady there,
At the farthest window facing the East
Asked, “Who rides by with the royal air?”
The bridesmaids’ prattle around her ceased;
She leaned forth, one on either hand;
They saw how the blush of the bride increased —

Poemat Browninga charakteryzuje się oryginalną metryką. Zazwyczaj tercyna (we Włoszech układana jedenastozgłoskowcem (endecasillabo)) w literaturze angielskiej składa się z wersów jambicznych pięciostopowych. U Browninga natomiast wersy nie są jambiczne pięciostopowe, ale czteroakcentowe, jambiczno-anapestyczne. O odejściu poety od modelu pięciostopowego jambu w kierunku wiersza trójkowego (anapestycznego) pisała Julia Parker Dabney. Uczona zauważa, że rozluźnienie metrycznych rygorów pięciomiarowego jambu zaowocowało "wspaniałym efektem muzycznym" ("excellent musical effect").
Browning posługuje się też aliteracją: fine/With flowers and fruits which leaves enlace; For the Duke on the lady a kiss conferred,/As the courtly custom was of yore; One day, as the lady saw her youth/Depart, and the silver thread that streaked/Her hair, and, worn by the serpent’s tooth.

## Treść
Poemat Browninga był uznany za kontrowersyjny. Przedstawia on miłość uważaną za występną. Opowiada o młodej dziewczynie, która w dniu swojego ślubu zakochała się w księciu Ferdynandzie. Książę był obecny na weselu. Mąż, nazwiskiem Riccardi, podsłuchał ich rozmowę i dlatego postanowił dożywotnio uwięzić żonę w jej pokoju. 

In a minute can lovers exchange a word?
If a word did pass, which I do not think,
Only one out of the thousand heard.
That was the bridegroom. At day’s brink
He and his bride were alone at last
In a bedchamber by a taper’s blink.
Calmly he said that her lot was cast,
That the door she had passed was shut on her
Till the final catafalk repassed.

Tytułowe pomnik i popiersie, zamówione z osobna przez bohaterów, miały się stać jedyną pamiątka po ich niespełnionej miłości. Brak informacji o polskim przekładzie omawianego wiersza.